# Monticolomys
Monticolomys is een geslacht van muisachtige knaagdieren uit de familie der Nesomyidae dat voorkomt in de hooglanden in het oosten van Madagaskar. De geslachtsnaam betekent zoveel als "muis uit de bergen". 

## Soorten
Het geslacht kent de volgende soort:
- Monticolomys koopmani